# 류승민 (미술가)
류평안(柳平安, 본명: 류승민, 본명 한자: 柳勝民, 1998년 2월 19일~)은 대한민국의 그래픽 미술 디자이너 겸 사회적 미술 기업체 CEO 기업인이다.
"미술 기업 자산가"인 "경기도 시흥의 자랑"이자 "경기도 시흥 지역의 투 머치 소통 아이콘"과, "경기도 시흥 지역의 피로 해소제"라 불리었고 경기도 시흥시 전체 학생 대표를 거쳐 전국 고등학생 회장단 대표를 지내면서 대한민국 국내에서 가장 영향력 있다는 고등학생들만 등장한다던 TvN TV 프로그램 《고교10대천왕》과 《2015 KBS 한국방송공사 TV 특집 행복 학교》에 출연하기도 한 그는 경기도 시흥 소래고등학교 졸업 이후 〈크로스마스〉의 대표이자 패션 브랜드 "샬롬(Shalom)"의 크리에이티브 디렉터로 임직하는 그는 학창 시절 당시, 미술 분야 종사가이던 숙부(삼촌)의 영향이 있어서인지 학창 시절에도 그래픽 작업을 조금씩 하면서 "류페이스(Ryuface)"라는 이름으로 그래픽 디자인을 하고 있었고 2016년 고교 졸업 직후 우연찮게 광고 제품 관련 영업을 하면서 자신의 그래픽 디자인을 티셔츠로 만들었는데 이것이 불과 삼 주 만에 7천여만 원에서부터 8천여만 원에까지 달하는 특정 매출을 내는 광고 기록을 세워 경기도 시흥에서도 화제를 모았다. 또한 2017년 엠넷 TV 프로그램 "고등래퍼" 출연자였던 당시 서울 용산고 2년 신상호 군과 인천 인하대 부속고 2년 김찬수 군에게 각각 자신이 제작한 샬롬 티셔츠를 협찬키도 하였으며 여성 모델 이진이 양에게 자신이 제작한 샬롬 티셔츠를 협찬키도 하였다. 그 후 서울 동대문 시장 예하 패션 디자인 매장을 상시적으로 두루 시찰한 그는 2018년 국립현대미술관의 MI(Museum Identitiy) 상품을 만들면서 제조와 상품 기획을 하였고 2018년 9월 5일 국립현대미술관 측 클라이언트와의 아이디어 딜(idea deal)을 하여 결국 성공하였다.
그는 기독교 기반에 바탕을 둔 "선한 영향력의 커뮤니케이션" 등을 겸비한 현대적 다이내미컬 그래픽 패션 디자인을 표방하면서 큰 이슈를 모았다.
그의 남동생 유홍률(柳洪律, 본명 류승규(柳昇規), 경기도 시흥고등학교 출신.)은 공연 기획 크루 "아트웨일"의 대표 크리에이터이다.

## 주요 미술 디자인 작품

### 타이포그래프 레터 디자인
- 2016년 티셔츠 《Shalom》
- 2019년 인천 연수구 구립 《늘품어린이집》

## 출연작

### TV 프로그램
- 《TVN TV 고교10대천왕》(2015년 4월)
- 《2015 KBS 한국방송공사 TV 특집 대한민국 행복 학교》(2015년 7월)

### 라디오 팟캐스트
- 《CTS 기독교 라디오 특집 거침 없이 이불 킥》(2016년 5월)

### TV 광고 모델
- 《EBS 한국교육방송공사 주최 2019 블러섬 청소년 영상제》(2019년 7월)